# Ancistrus tolima
Az Ancistrus tolima a sugarasúszójú halak (Actinopterygii) osztályának harcsaalakúak (Siluriformes) rendjébe, ezen belül a tepsifejűharcsa-félék (Loricariidae) családjába tartozó faj.

## Előfordulása
Az Ancistrus tolima Dél-Amerikában fordul elő. A kolumbiai Magdalena folyó felső szakaszába ömlő, kisebbik Prado folyóban található meg.

## Megjelenése
Ez a tepsifejűharcsafaj legfeljebb 7,7 centiméter hosszú. A hátúszóján 8 és a farok alatti úszóján 5 sugár van.

## Életmódja
A trópusi édesvizeket kedveli. Mint a többi Ancistrus-faj, a víz fenekén él és keresi meg a táplálékát.